# Nathan Healey
Nathan Healey (Gosford, 27 de fevereiro de 1980) é um ex-tenista profissional australiano.
Nathan Healey ganhou três títulos em duplas pela ATP.